# Boloria albequina
Boloria albequina är en fjärilsart som beskrevs av Shepard 1975. Boloria albequina ingår i släktet Boloria och familjen praktfjärilar. Inga underarter finns listade i Catalogue of Life.